# کوتاه‌بالان
کوتاه‌بالان (نام علمی: Perilestidae) نام یک تیره از زیرراسته سنجاقک است. این یک خانواده کوچک از حدود ۱۹ گونه است.تمام گونه‌های موجود، بومی قلمرو نوگرمسیری هستند.
این نوع سنجاقک بالدار و بسیار بلند، باریک و آبی رنگ است. زیستگاه آنها جنگل‌های متراکم است و بر روی  شکم‌های خود می‌میرند.